# 6. pařížský obvod
6. pařížský obvod (francouzsky: 6e arrondissement de Paris) zřídka též nazývaný Lucemburský obvod (Arrondissement du Luxembourg) je městský obvod v Paříži. Obvod zahrnuje malou část území historické Latinské čtvrtě. Na severovýchodě tedy zasahuje až na území, kde bylo v 1. století př. n. l. založeno antické město Lutetia. Jih obvodu byl zastavěn především v 19. století. Název obvodu je odvozen od Lucemburského paláce, významné památky, která je dnes sídlem francouzského senátu.

## Poloha
6. obvod se rozkládá na levém břehu Seiny. Na jihu tvoří hranici se 14. obvodem a 15. obvodem Boulevard du Montparnasse, na západě jej oddělují od 7. obvodu ulice Rue de Sèvre a Rue des Saints-Pères, na severu tvoří hranici s 1. obvodem řeka Seina a na východě sousedí s 5. obvodem přes Boulevard Saint-Michel.

## Demografie
V roce 2006 měl obvod 41 100 obyvatel a hustota zalidnění činila 19 116,3 obyvatel na km2.

## Politika a správa
Radnice 6. obvodu se nachází na náměstí Place Saint-Sulpice s adresou v Rue Bonaparte č. 78. Současným starostou je od roku 1994 Jean-Pierre Lecoq (současně členem Les Républicains).

## Městské čtvrti
Tento obvod se dělí na následující administrativní celky:
- Quartier de la Monnaie
- Quartier de l'Odéon
- Quartier Notre-Dame-des-Champs
- Quartier Saint-Germain-des-Prés

Podle oficiálního číslování pařížských městských čtvrtí mají tyto čtvrtě čísla 21-24.

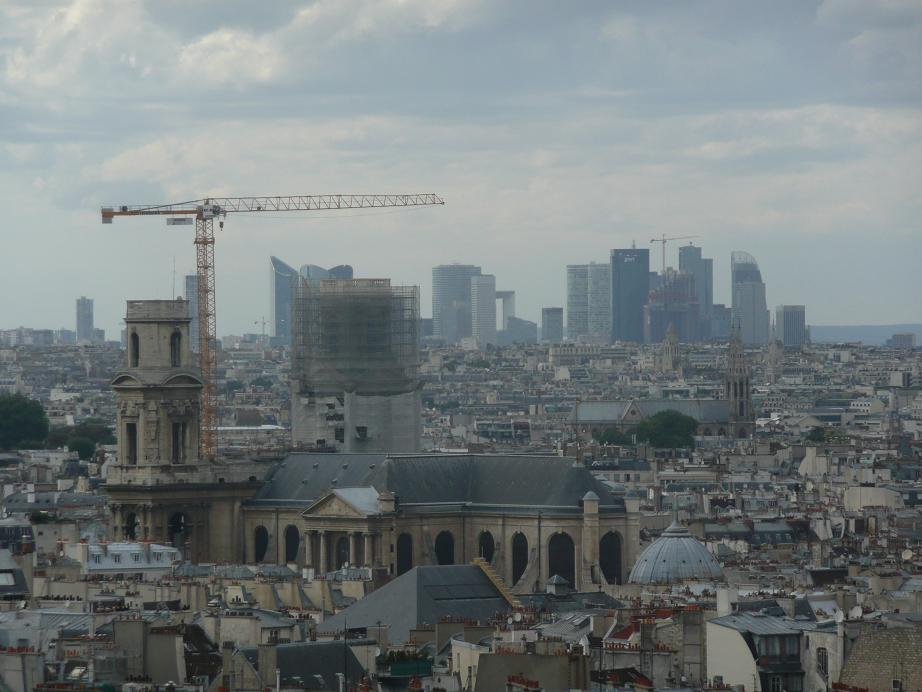
Oprava věže kostela sv. Sulpicia, v pozadí čtvrť La Défense

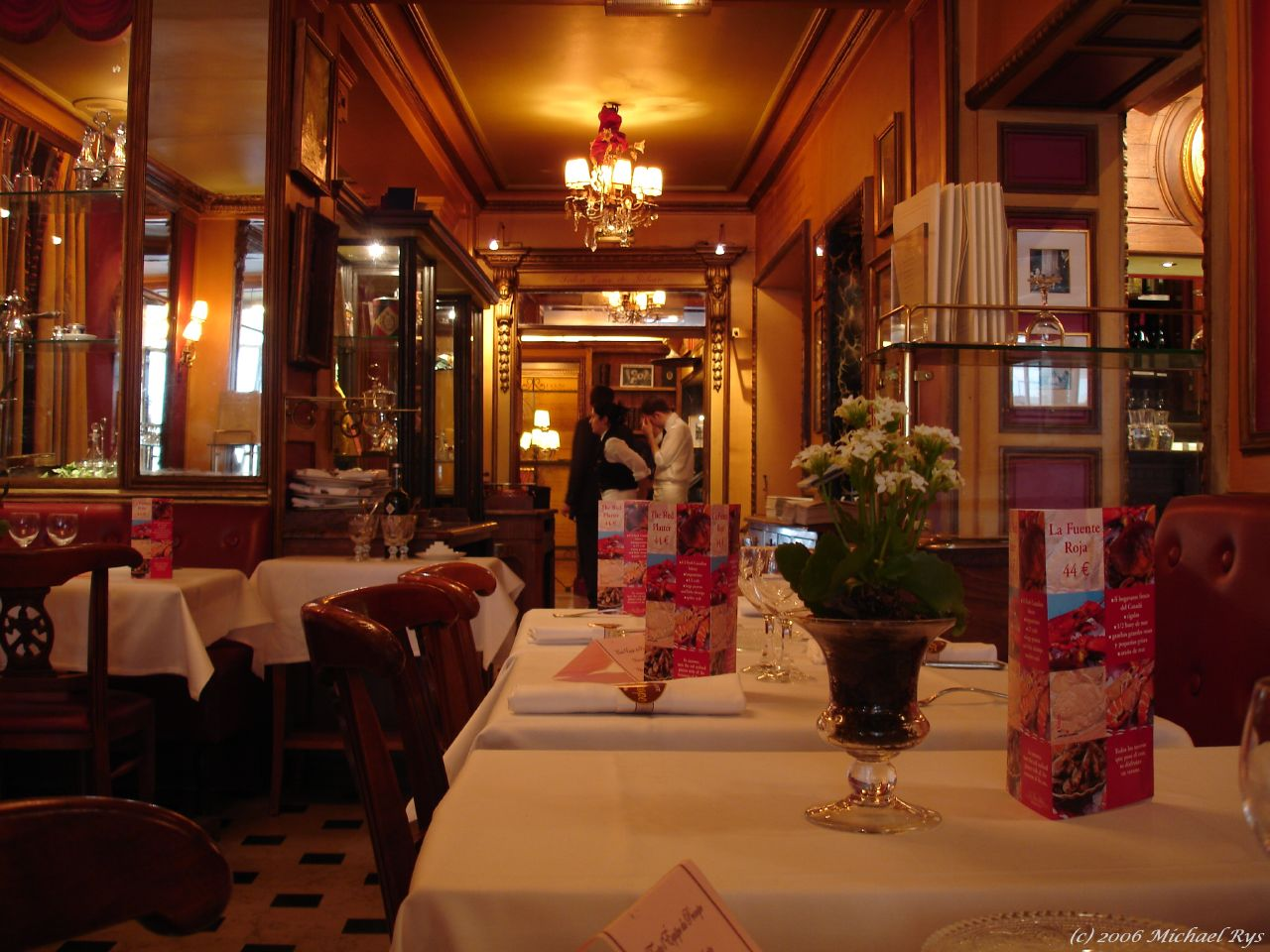
Interiér kavárny Le Procope

## Pamětihodnosti
Církevní stavby:
- Klášter Saint-Germain-des-Prés
- Kostel sv. Sulpicia
- Kostel Saint-Joseph-des-Carmes
- Kostel Notre-Dame-des-Champs

Ostatní památky:
- Couvent des Cordeliers
- Palatinská fontána
- Pont Neuf
- Pont des Arts

Muzea a kulturní instituce:
- Institut de France
- Hôtel de la Monnaie
- Palais du Luxembourg
- Théâtre de l'Odéon

Zajímavá prostranství:
- Jardin du Luxembourg

## 6. obvod v kultuře
Jeden z románů o soukromém detektivovi Nestoru Burmovi spisovatele Léo Maleta La nuit de Saint-Germain-des-Prés (Noc v Saint Germain des Prés) se odehrává v 6. obvodu.
Ve filmu Paříži, miluji tě je 6. obvodu věnována sedmnáctá povídka Quartier Latin, kterou natočili Gérard Depardieu a Frédéric Auburtin.